# 黄兴公园站
黄兴公园站位于中华人民共和国上海市杨浦区营口路黄兴公园，是上海地铁8号线的地铁车站，于2007年12月29日启用。本站现作为第二批试行“闸机常开”模式的车站之一。

## 车站构造

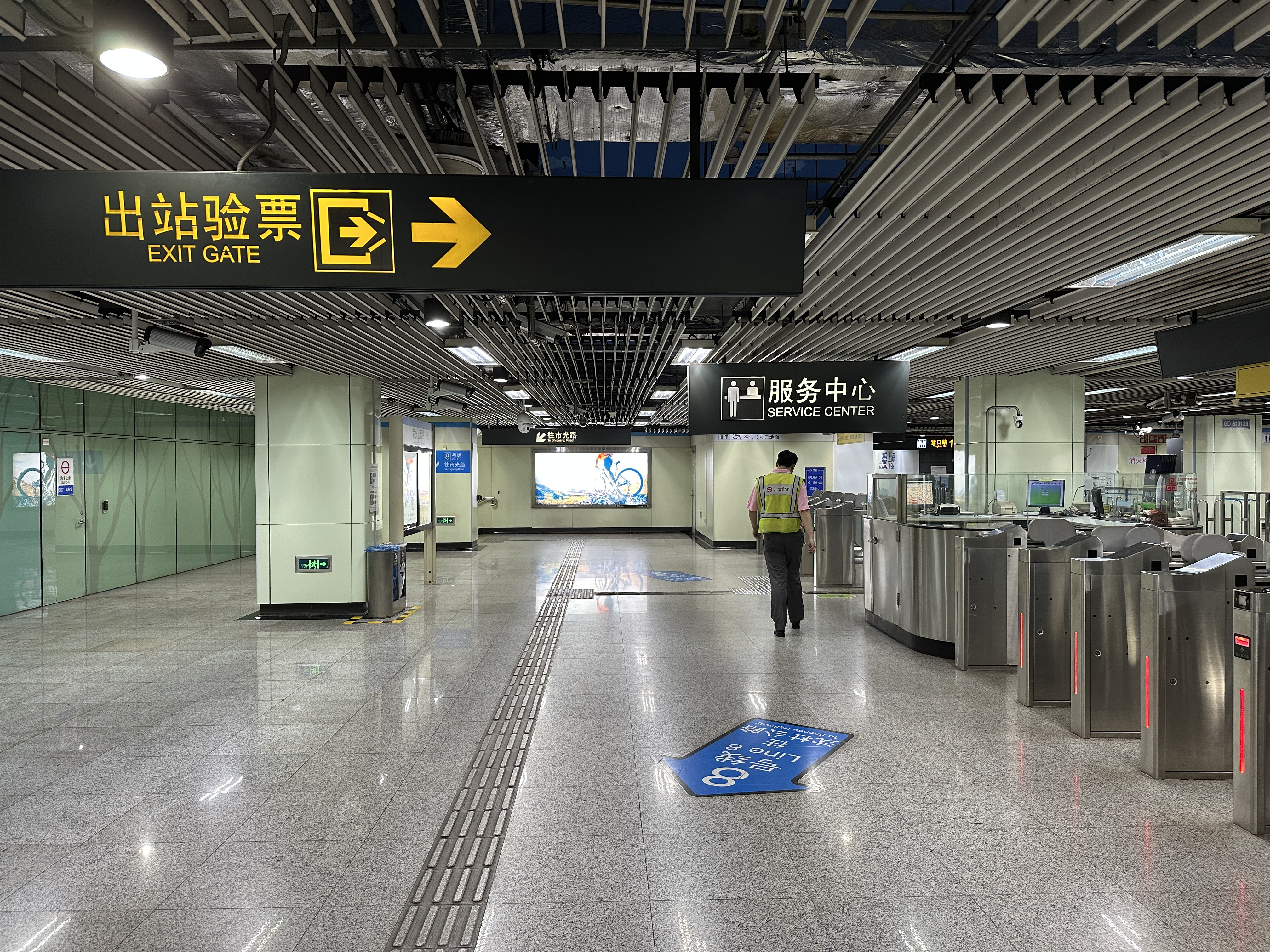
站厅

| 地面层   | 出入口             | 1-2出入口                        |                    |                    |
| 地下一层 | 站厅               | 票务服务、自动售票机、人工服务台 |                    |                    |
| 地下二层 | 侧式站台，右侧开门 | 侧式站台，右侧开门               | 侧式站台，右侧开门 | 侧式站台，右侧开门 |
|          |                    | █ 8号线 往沈杜公路（延吉中路）   |                    |                    |
|          |                    | █ 8号线 往市光路（翔殷路）       |                    |                    |
|          | 侧式站台，右侧开门 |                                  |                    |                    |

## 车站出口
黄兴公园站共有2个出入口，各出入口如下所示：
| 出口编号            | 出口指示 | 照片 |
| ------------------- | -------- | ---- |
| 1 · 出口            | 营口路   |      |
| 2 · 出口 · （设有） | 营口路   |      |
| 图例： 设有         |          |      |

## 公交换乘
28、80、137、147、522、577、812、813、868、870、934、大桥五线

## 周邊
- 黄兴公园